# Amy Lowell
Pour les articles homonymes, voir Lowell.
Amy Lawrence Lowell (9 février 1874 – 12 mai 1925) était une poétesse américaine appartenant à l'école imagiste de Brookline, dans le Massachusetts. En 1926 on lui accorda le prix Pulitzer de poésie à titre posthume.

## Vie privée et carrière

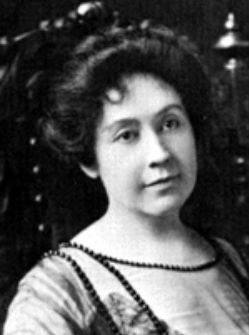
Ada Dwyer Russell (ici photographiée en 1916), amante et muse supposée d'Amy Lowell.

Elle naquit dans une excellente famille de Brookline. Un de ses frères, Percival Lowell, devint un astronome célèbre qui prédit l'existence de la planète naine Pluton, un autre frère, Abbott Lawrence Lowell, fut président de l'université Harvard.
Elle n'alla jamais à l'université parce que sa famille estimait que cela ne convenait pas à une femme, mais elle compensa cette lacune par son avidité de lecture, ce qui la conduisit à collectionner les livres d'une façon presque obsessionnelle. Elle vécut comme une personne de la bonne société et voyagea beaucoup. En 1902 elle se tourna vers la poésie après avoir entendu Eleonora Duse en Europe. La première œuvre qu'elle publia parut en 1910 dans l'Atlantic Monthly. Son premier recueil de poèmes, A Dome of Many-Coloured Glass, parut deux ans plus tard.
On lui prêtait des mœurs saphiques, et en 1912 on raconta qu'elle-même et l'actrice Ada Dwyer Russell étaient amoureuses. C'est Ada qui la dominait et qui fut le sujet de son œuvre la plus érotique. Les deux femmes firent ensemble un voyage en Angleterre, où Amy rencontra Ezra Pound, qui exerça sur elle une grande influence et devint en même temps un des principaux critiques de son travail ; il inclut ses poèmes dans l'anthologie De l'Imagisme (1914). Amy Lowell eut une liaison romantique avec la femme de lettres Mercedes de Acosta, mais la seule et unique preuve qu'elles se sont connues l'une l'autre est la brève correspondance échangée entre elles concernant un mémorial pour Eleonora Duse et qui n'eut pas de suite.
Amy Lowell était un personnage imposant qui coiffait ses cheveux en chignon et portait un pince-nez. Elle fumait constamment des cigares, en faisant remarquer qu'ils duraient plus longtemps que les cigarettes. Un problème glandulaire la maintenait toujours en surcharge pondérale, si bien que le poète Witter Bynner a dit, dans un commentaire cruel répété par Ezra Pound et que par la suite on lui attribua communément mais à tort, qu'elle était une « hippopoétesse ». Dans ses œuvres on trouve aussi des études critiques sur la littérature française et une biographie de John Keats.
Le fétichisme d'Amy Lowell pour Keats est passé à la postérité. Pound, parmi tant d'autres, ne pensait pas à elle comme à une imagiste mais seulement comme à une femme riche qui était capable d'aider financièrement la publication de cette poésie imagiste, qui avait faibli après l'« exil »  de Pound en direction du vorticisme. Amy Lowell fut l'un des premiers adeptes de la méthode poétique appelée vers libre.
Elle mourut d'une hémorragie cérébrale en 1925 à l'âge de 51 ans. L'année suivante, on lui accorda à titre posthume le prix Pulitzer de poésie pour What's O'Clock. Elle resta oubliée pendant des années, mais il se produisit un regain d'intérêt pour son œuvre, en partie en raison de sa focalisation sur les thèmes lesbiens et de sa collection de poèmes d'amour adressée à Ada Dwyer Russell, mais aussi pour sa personnification d'objets inanimés, comme dans The Green Bowl, The Red Lacquer Music Stand et Patterns. Elle est enterrée au cimetière de Mount Auburn à Cambridge au Massachusetts(pxlii).

## Publications
- Amy Lowell, Complete Poetical Works and Selected Writings (Naoki Ohnishi éd.), Kyoto, Eureka Press, 6 vol.  (ISBN 978-4-902454-29-1)